# Siepensteg 26 (Mönchengladbach)

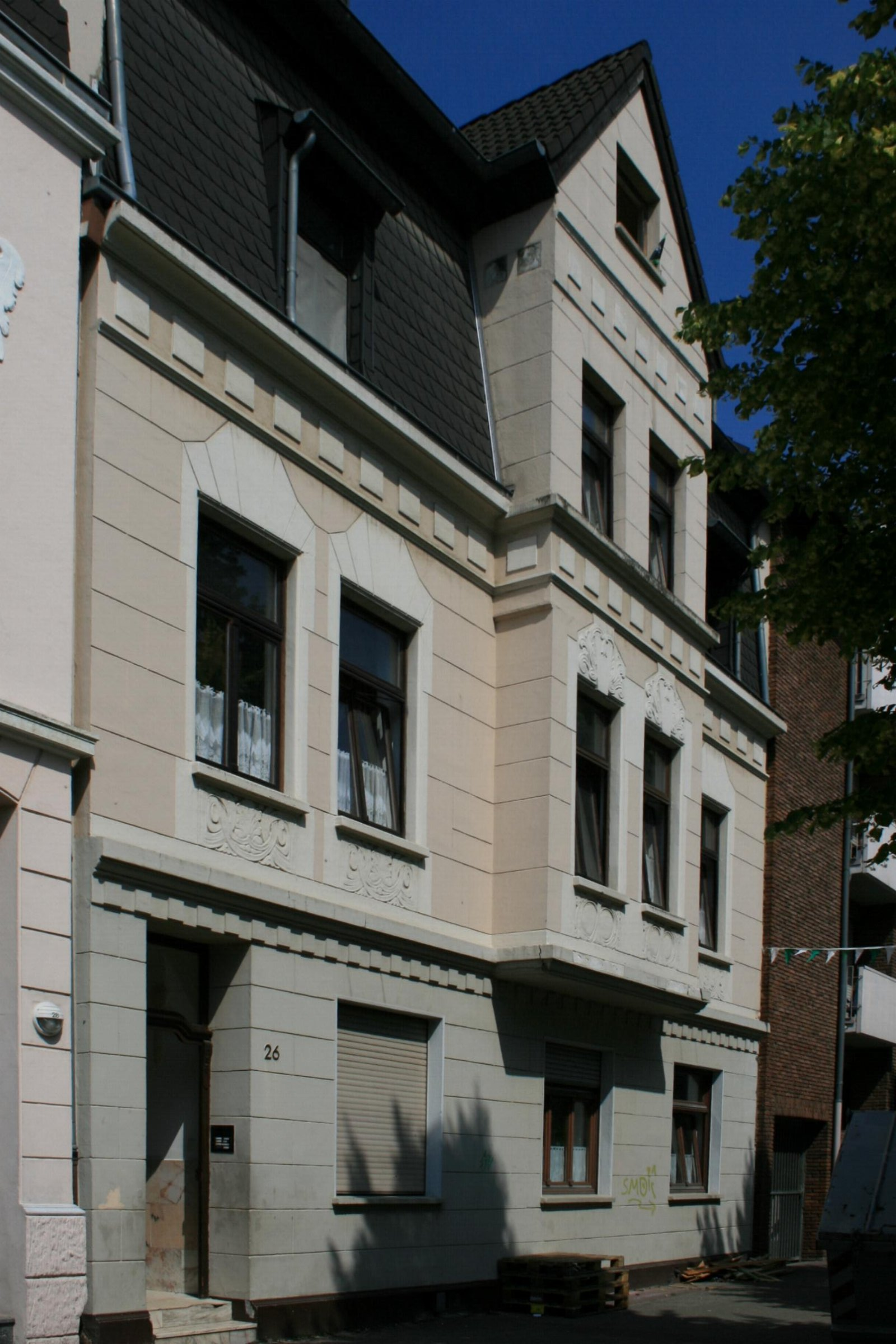
Wohnhaus (2010)

Das Wohnhaus Siepensteg 26 steht im Stadtteil Dahl in Mönchengladbach (Nordrhein-Westfalen).
Das Gebäude wurde 1909 erbaut und unter Nr. S 008 am 26. Januar 1989 in die Denkmalliste der Stadt Mönchengladbach eingetragen.

## Lage
Das Objekt liegt im Sichtbereich der Kirche St. Josef in Hermges.

## Architektur
Das Haus Nr. 26 befindet sich in einer geschlossenen Baugruppe von Jugendstilbauten, die aus den Häusern Nr. 26, 28, 30 und 32 besteht. 
Es handelt sich um ein zweieinhalbgeschossiges traufenständiges Haus, das um 1910 erbaut wurde. Ein Mansardgeschoss schließt das Haus nach oben ab. Aus städtebaulichen Gründen liegt eine Unterschutzstellung im öffentlichen Interesse.